# Адалберо I от Бар
Адалберо I от Бар (на френски: Adalbéron I de Metz, на немски: Adalbero I. von Bar; * 910, † 26 април 962, Синт Тройден) от род Вигерихиди, е епископ на Мец от 929 г. до 954 г.

## Живот
Син е на Вигерих († пр. 919), пфалцграф на Лотарингия, и на Кунигунда, дъщеря на Ерментруда и вероятно на граф Регинар I (от род Регинариди). Майка му е внучка на крал Лудвиг Заекващия от род Каролинги. Брат е на Зигфрид I Люксембургски, граф на Люксембург.
Адалберо защитава епископията Мец от император Ото I Велики, към когото се присъединява след сдобряването на княжеските фамилии.
През 954 г. херцог Конрад Червения взема епископската служба на Адалберо и той живее до смъртта си през 962 г. в абатството на Синт Тройден.